# Победници европских првенстава у атлетици на отвореном
Победници европских првенстава у атлетици на отвореном за мушкарце су приказани у 24 дисциплина које су тренутно на програму Европских првенстава у атлетици на отвореном као и у ,,атлетске дисциплине које су се појавиле на неким од ранијих првенстава, али које више нису у програму.